# St. Mirren Football Club 2020-2021
Questa voce raccoglie le informazioni riguardanti il St. Mirren Football Club nelle competizioni ufficiali della stagione 2020-2021.

## Stagione
- In Scottish Premiership il St. Mirren si classifica al 7º posto (44 punti), dietro al Livingston e davanti al Motherwell.
- In Scottish Cup viene eliminato in semifinale dal St. Johnstone (1-2).
- In Scottish League Cup viene eliminato in semifinale dal Livingston (0-1).

## Maglie e sponsor
| Casa | Trasferta |

## Rosa
| N. |                             | Ruolo | Calciatore                 |
| -- | --------------------------- | ----- | -------------------------- |
| 1  | Inghilterra (bandiera)      | P     | Jak Alnwick                |
| 2  | Scozia (bandiera)           | D     | Richard Tait               |
| 3  | Inghilterra (bandiera)      | D     | Brandon Mason              |
| 4  | Irlanda (bandiera)          | D     | Joe Shaughnessy (capitano) |
| 5  | Irlanda (bandiera)          | D     | Conor McCarthy             |
| 7  | Irlanda (bandiera)          | C     | Jake Doyle-Hayes           |
| 8  | Scozia (bandiera)           | C     | Ryan Flynn                 |
| 9  | Inghilterra (bandiera)      | A     | Jonathan Obika             |
| 10 | Scozia (bandiera)           | C     | Kyle McAllister            |
| 11 | Turchia (bandiera)          | C     | İlkay Durmuş               |
| 14 | Scozia (bandiera)           | C     | Cameron MacPherson         |
| 15 | Irlanda del Nord (bandiera) | D     | Daniel Finlayson           |
| 17 | Irlanda (bandiera)          | C     | Jamie McGrath              |

| N. |                        | Ruolo | Calciatore       |
| -- | ---------------------- | ----- | ---------------- |
| 20 | Inghilterra (bandiera) | A     | Kristian Dennis  |
| 21 | Irlanda (bandiera)     | C     | Dylan Connolly   |
| 22 | Scozia (bandiera)      | D     | Marcus Fraser    |
| 23 | Scozia (bandiera)      | A     | Lee Erwin        |
| 23 | Islanda (bandiera)     | A     | Ísak Þorvaldsson |
| 25 | Scozia (bandiera)      | C     | Ethan Erhahon    |
| 26 | Inghilterra (bandiera) | P     | Dean Lyness      |
| 27 | Slovacchia (bandiera)  | P     | Peter Urminský   |
| 29 | Scozia (bandiera)      | A     | Eamonn Brophy    |
| 30 | Scozia (bandiera)      | C     | Jay Henderson    |
| 33 | Scozia (bandiera)      | A     | Lewis Jamieson   |
| 45 | Germania (bandiera)    | A     | Collin Quaner    |